# Ananthura abyssorum
Ananthura abyssorum — вид морських рівноногих раків родини Antheluridae. Рачок поширений у Північній Атлантиці біля берегів Європи, Гренландії та Північної Америки на глибині понад 3500 м. Тіло сягає завдовжки до 4 мм.